# Pozorrubio de Santiago
Pozorrubio de Santiago ist eine Gemeinde (Municipio) und ein Dorf mit 309 Einwohnern (Stand: 2024) in der Provinz Cuenca in der Autonomen Region Kastilien-La Mancha. 

## Lage
Pozorrubio de Santiago liegt etwa 60 Kilometer westsüdwestlich von Cuenca in einer Höhe von ca. 790 m. Im Gemeindegebiet liegt der Flugplatz Campo de Vuelo de Pozorubbio.

## Bevölkerungsentwicklung
| 1970 | 1981 | 1991 | 2001 | 2011 | 2021 |
| ---- | ---- | ---- | ---- | ---- | ---- |
| 716  | 602  | 547  | 468  | 372  | 318  |

## Sehenswürdigkeiten
- Reste einer iberoromanischen Siedlung aus dem dritten vorchristlichen Jahrhundert

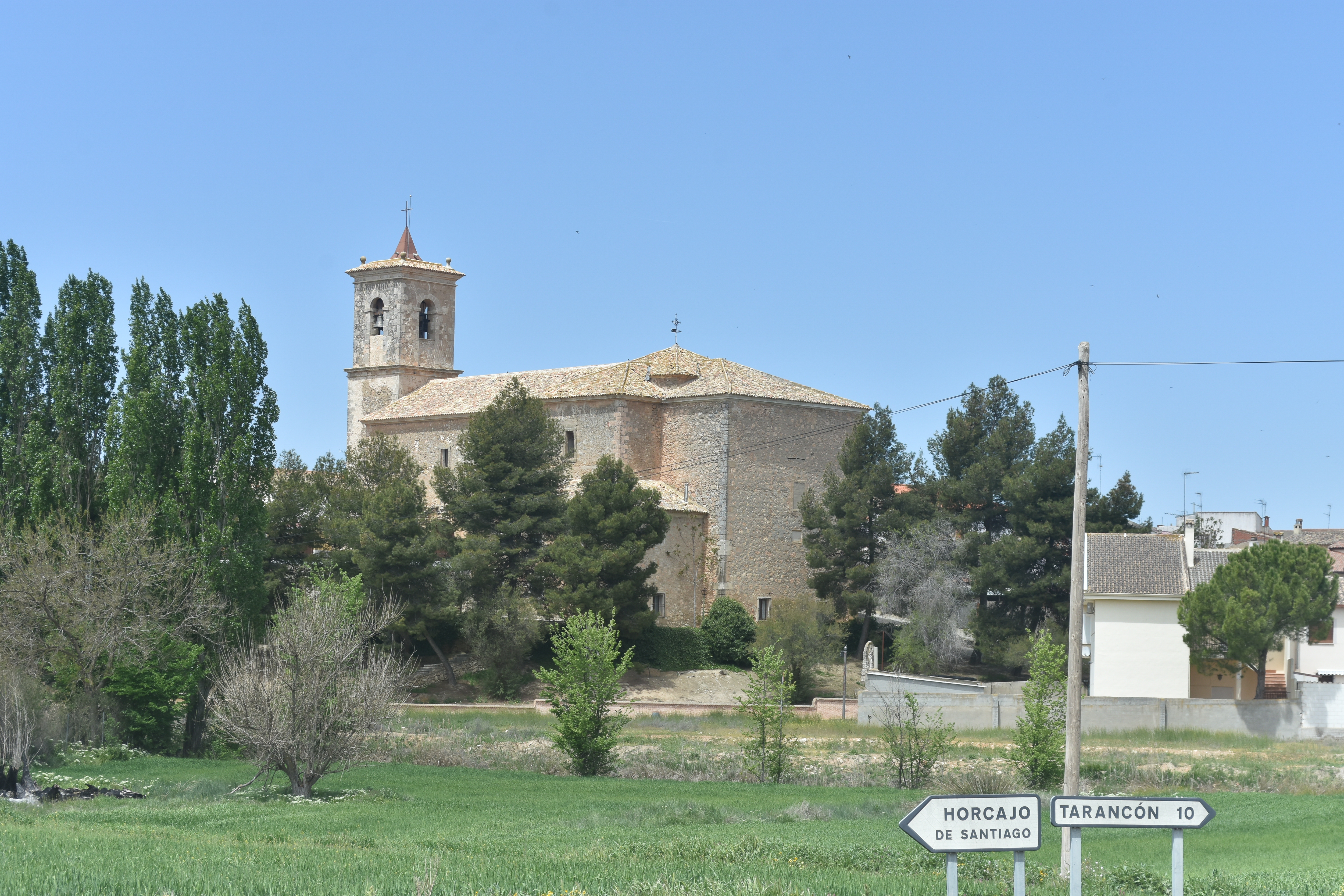
Jakobuskirche
- Marienkapelle
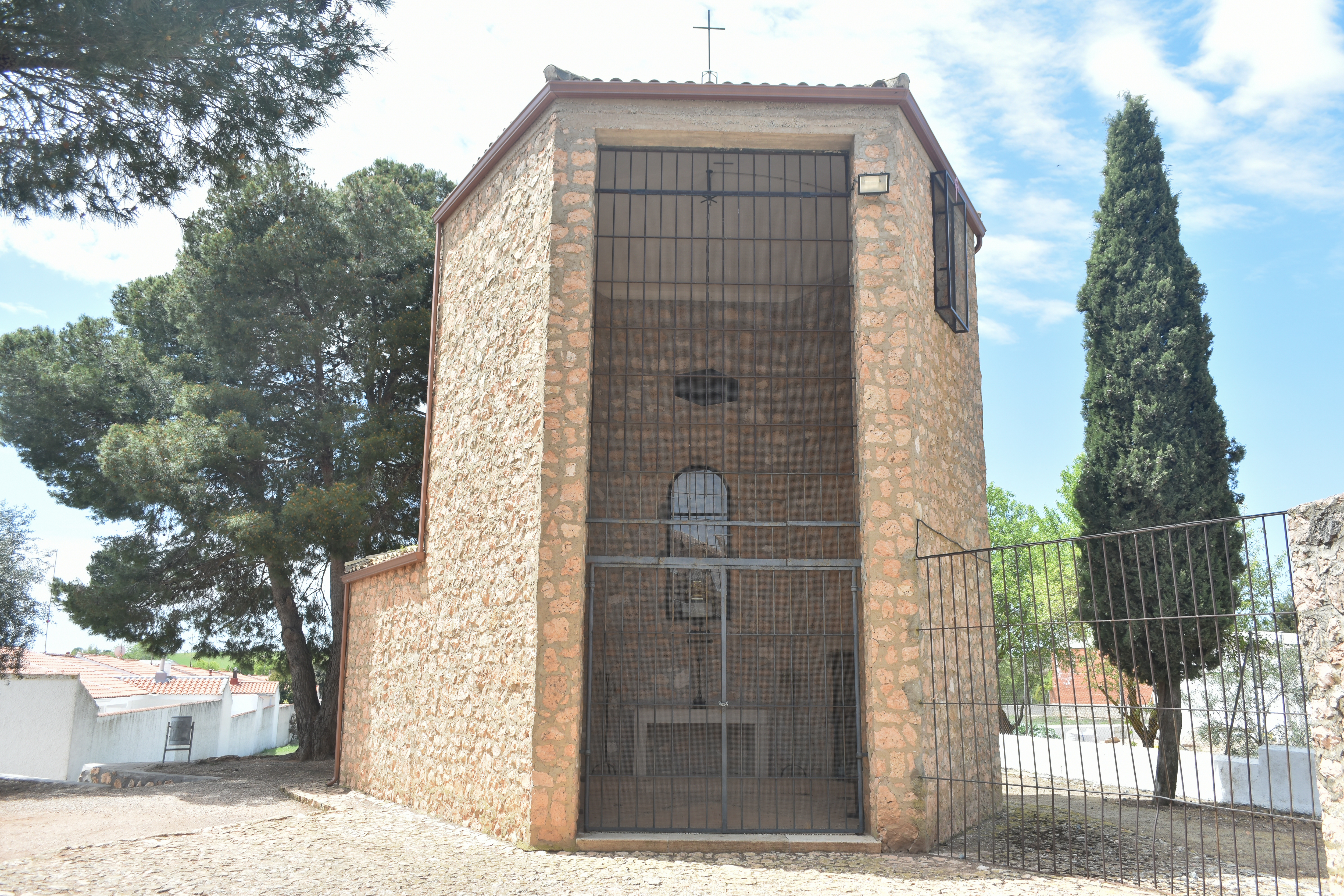
Gregoriuskapelle
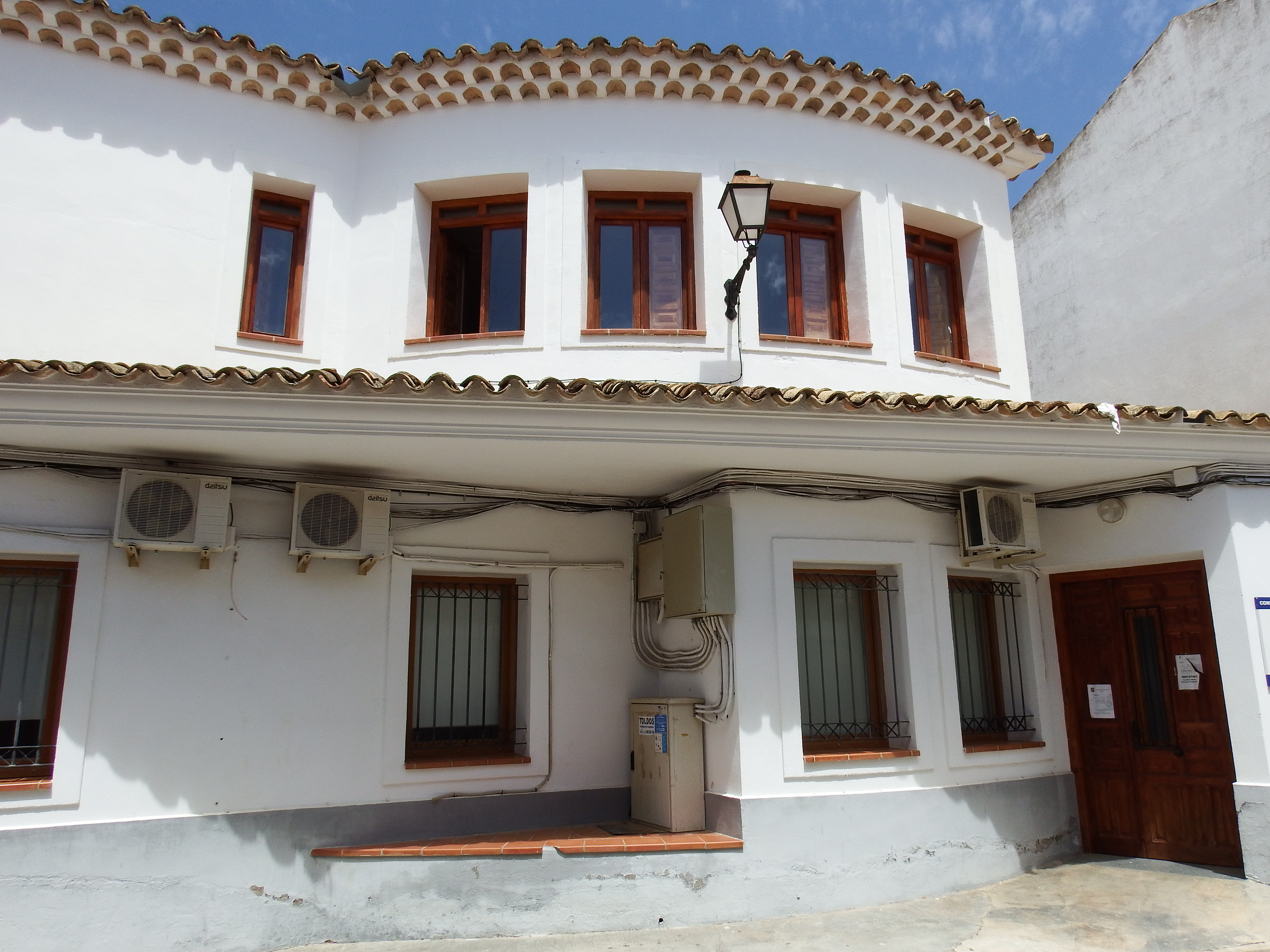
Rathaus

- Jakobuskirche
- Gregoriuskapelle
- Rathaus